# ستيوارت بيت
ستيوارت بيت (بالإنجليزية: Stewart Pitt)‏ هو راكب الكنو بريطاني، ولد في 19 مارس 1968.

## وصلات خارجية
- ستيوارت بيت على موقع أوليمبيديا (الإنجليزية)
- ستيوارت بيت على موقع اللجنة الأولمبية البريطانية (الإنجليزية)